# NGC 5463
NGC 5463 é uma galáxia espiral (S?) localizada na direcção da constelação de Boötes. Possui uma declinação de +09° 21' 11" e uma ascensão recta de 14 horas, 06 minutos e 10,6 segundos.
A galáxia NGC 5463 foi descoberta em 19 de Março de 1784 por William Herschel.